# Centre del Premi Nobel de la Pau

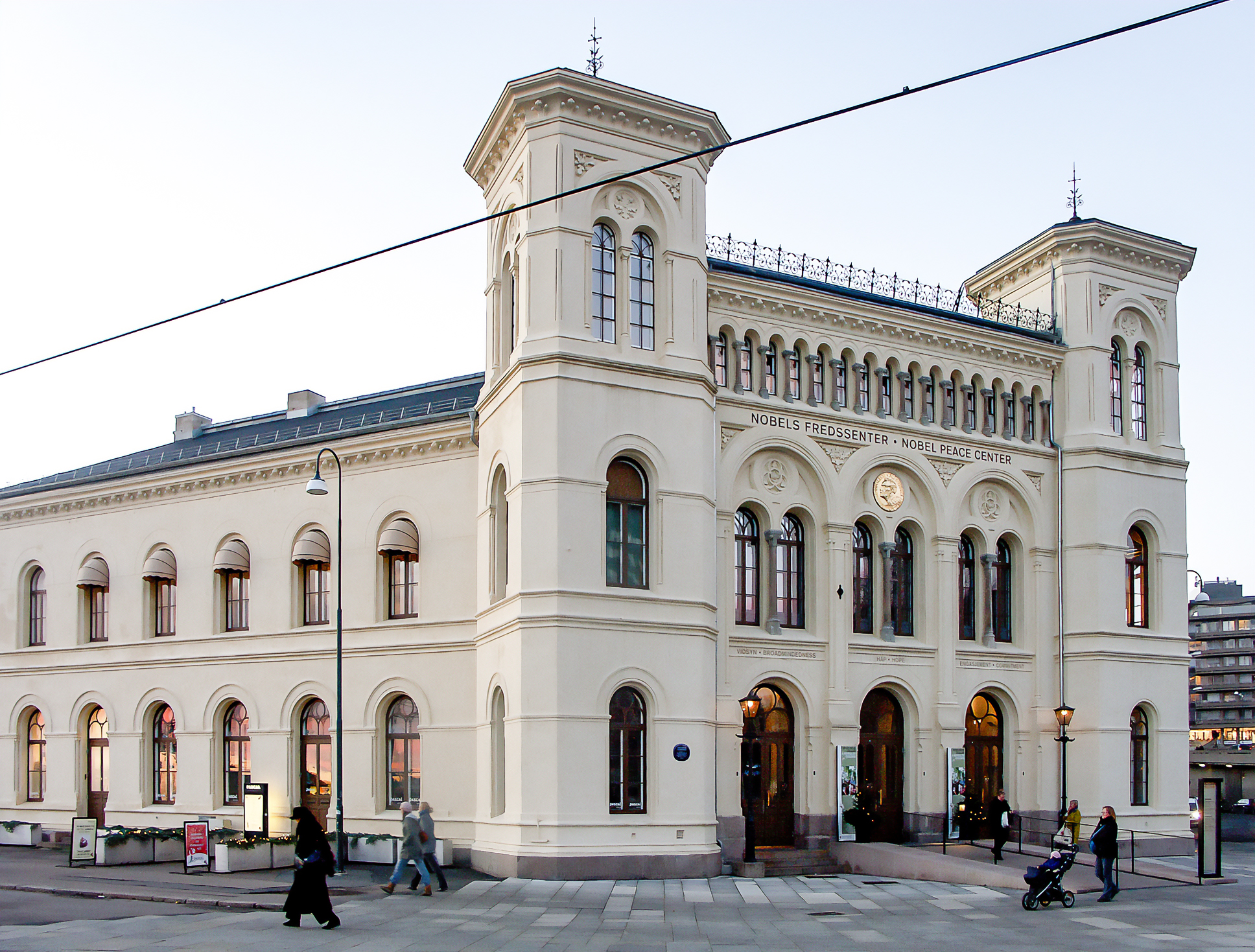
Vista exterior del Centre del Premi Nobel de la Pau (Nobels Fredssenter, en noruec)

El Centre del Premi Nobel de la Pau (en noruec: Nobels Fredssenter) va obrir el juny de 2005, en el pas vell del ferrocarril amb rumb a l'oest d'Oslo, Noruega. Està ubicat al centre d'Oslo, a prop de l'Ajuntament, en el que solia ser l'estació de tren Vestbanen. Aquest centre presenta a Alfred Nobel, als guanyadors dels premis de la pau i als seus treballs realitzats. Es fan exposicions temporals, creatives e interactives presentades amb mitjans audiovisuals. Al mateix temps les pel·lícules i conferències compromeses contribueixen a crear una variada i màgica vivència. Desitja fomentar la reflexió i el compromís en temes relacionats amb la guerra, la pau i la resolució de conflictes.
El Centre és una fundació independent, finançada a través d'una combinació de donacions privades i subvencions del govern. Prop de 250.000 persones visiten cada any el centre, inclosos més de 700 grups escolars.